# Starý Bydžov
Starý Bydžov (německy Alt Bidschow) je obec v okrese Hradec Králové v Královéhradeckém kraji. Leží asi tři kilometry severozápadně od města Nový Bydžov. V obci žije 435 obyvatel.

## Historie

### Nejstarší dějiny
Území obce Starý Bydžov bylo osídleno už v pravěku. Z pozdní doby kamenné je doložena kultura zvoncovitých pohárů a ze starší doby bronzové pochází vzácný hromadný nález z kultury únětické, obsahující mimo jiné i osm terčovitých náušnic, největší soubor tohoto šperku zjištěný v Česku. Významnými nálezy je také zastoupena slezskoplatěnická kultura a v mladší době železné kultura laténská.
První písemná zmínka o Bydžově je uvedena v listině českého knížete Bedřicha z 23. dubna 1186 ve dvou variantách – „Butsou“ a „Buitsov“.
Ves byla už tehdy důležitým střediskem okolní oblasti. O jejím významu svědčí především poloha na polské cestě a o velikosti nepřímo údaj, že jen část Bydžova byla vyměněna za dvě vesnice.
Výjimečné postavení Bydžova dokládá i původně románský kostel zasvěcený sv. Prokopu. Obdélná stavba se typově hlásí do první poloviny 13. století, ale není vyloučen ještě ranější vznik s jiným zasvěcením.

### Založení Nového Bydžova
Původní ves Bydžov byla někdy koncem 80. let či počátkem 90. let 13. století povýšena na město, ovšem městské založení se na tomto vyvýšeném místě ukázalo zanedlouho nevýhodným - zřejmě vadila hlavně větší vzdálenost od řeky Cidliny. A tak snad ještě koncem 13. století, ale spíše počátkem 14. století došlo k „přenesení města“ na nynější místo a k jeho pravidelnému vyměření „na zeleném drnu“.
V knize svědomí města Nového Bydžova (z let 1311 a 1470) pak vícekrát čteme o nynějším Starém Bydžově jako o starém městě, v několika dalších zápisech jsou uváděna obě města. Po založení Nového Bydžova poklesl Starý Bydžov opět mezi vesnice, ale vzhledem k předchozímu vývoji nepřestával mít zvláštní postavení. Obec sdílela společné osudy s Novým Bydžovem až do roku 1549.

### Rozdělení vsi mezi dvě panství
V roce 1549 bratři z Pernštejna prodali Sloupno s patronátním právem nad kostely v Metličanech a ve Starém Bydžově a 20 lidí v této obci Janovi Kluckému z Libodřic a v témž roce druhý díl Starého Bydžova Albrechtovi Kapounovi ze Svojkova, který v tomto roce také koupil statek Hlušice. Od té doby se Starý Bydžov stal tzv. dělenou vsí se dvěma vrchnostmi, čemuž odpovídaly i dvě tvrze - první byla jihovýchodně od kostela, druhá severně od kostela.
V roce 1552 postoupil Jan Klucký svůj díl ve Starém Bydžově i s patronátem nad kostelem své sestře Ludmile, provdané za Maternu z Květnice, a podržel si jen hospodu, která pak patřila ke statku Sloupno.
Za Maternů z Květnice a Kapounů ze Svojkova získal starobydžovský kostel svůj charakteristický vzhled. Loď a kněžiště byly zvýšeny a namísto dvou menších postranních věží byla v západní části přistavěna mohutná věž, pro kterou byl v roce 1587 ulit velký zvon Pražan, jedno z mistrovských děl pražského zvonaře Brikcího z Cimperka.

### Období od 17. století do roku 1918
V roce 1629 koupil Albrecht z Valdštejna větší část Starého Bydžova s poplužním dvorem od Jindřicha Zikmunda z Květnice a další část od Jana Oktaviána Vchynského a ves připojil k panství Smidary. Po zavraždění Valdštejna bylo panství konfiskováno a v roce 1635 dědičně darováno císařskému plukovníku Janu Gordnovi. V roce 1651 se majitelem panství stal Rudolf Colloredo z Walsee a v držení tohoto rodu zůstalo s kratším přerušením až do roku 1834, kdy Rozina Colloredová prodala panství Martinu Waagnerovi.
Podle Berní ruly z roku 1654 bylo po třicetileté válce ve Starém Bydžově z 11 usedlostí 7 pustých a z 21 chalupnických hospodářství 5 pustých. Tereziánský katastr z roku 1757 v obci zaznamenal celkem 38 hospodářů a 5 řemeslníků. První celkové údaje o počtu domů a počtu obyvatel jsou doloženy z roku 1788 - tehdy ve Starém Bydžově bylo 70 domů a 473 obyvatel. V roce 1843 měla obec 84 domů a 596 obyvatel. Největšího počtu obyvatel dosáhla obec při sčítání v roce 1910 - tehdy zde žilo 959 osob. V obci často hořelo.
V roce 1879 byla postavena nová jednopatrová škola. Na hřbitově u kostela se pohřbívalo až do roku 1882, kdy byl za vesnicí zřízen nový hřbitov. V roce 1895 byla postavena kruhová cihelna a v roce 1901 chodník k Novému Bydžovu. Po požáru roubené farní budovy v roce 1904 byla nová fara stavbou cihlovou.

### Období od roku 1918 do současnosti
Elektřina byla do obce zavedena v roce 1923. V následujícím roce proběhla parcelace starobydžovského dvora o výměře 235 ha. Hospodářské budovy a 86 ha polí při parcelaci získal František Chmelař. První zemědělské družstvo bylo založeno v roce 1957 s výměrou 750 ha, poštovní úřad je v obci od roku 1961.

## Obyvatelstvo
| Rok            | 1869 | 1880 | 1890 | 1900 | 1910 | 1921 | 1930 | 1950 | 1961 | 1970 | 1980 | 1991 | 2001 | 2011 | 2021 |
| -------------- | ---- | ---- | ---- | ---- | ---- | ---- | ---- | ---- | ---- | ---- | ---- | ---- | ---- | ---- | ---- |
| Počet obyvatel | 695  | 762  | 825  | 943  | 959  | 931  | 907  | 671  | 551  | 442  | 414  | 384  | 403  | 365  | 410  |
| Počet domů     | 98   | 119  | 121  | 133  | 153  | 161  | 187  | 190  | 162  | 147  | 135  | 161  | 160  | 158  | 167  |

## Obecní správa
Mezi lety 1869–1980 Starý Bydžov byl obcí v okrese Nový Bydžov (1869–1950) a později v okrese Hradec Králové. Od 1. července 1980 do 23. listopadu 1990 patřil jako část města k Novému Bydžovu a od 24. listopadu 1990 je opět samostatnou obcí.

### Obecní symboly
Znak a vlajka byly obci uděleny rozhodnutím předsedy Poslanecké sněmovny Parlamentu České republiky dne 6. ledna 2021.

## Pamětihodnosti
- Kostel svatého Prokopa, pozdně románský kostel z přelomu 12. a 13. století, přestavěný v 16. století, v 18. století barokně upravovaný
- Kovárna (čp. 2)
- Sloup se sochou sv. Jana Nepomuckého
- památný jasan ztepilý, v jihovýchodní části obce na levé straně silnice do Nového Bydžova

## Rodáci
Starý Bydžov je rodištěm hudebního skladatele a pedagoga Jana Maláta (1843–1915). Památku slavného rodáka připomíná pískovcový pomník s pamětní deskou, která sem byla osazena po zboření rodného domu, bývalé staré školy.